# 石川太刀雄
石川太刀雄（日语：／ Ishikawa Tachio，1908年3月29日—1973年10月19日），医生、病理学家，父亲是同样身为医学博士的石川日出鹤丸。别名“石川太刀雄丸”及“石川大刀雄”。他曾在731部队中作为技师负责病理部门并参与各类人体试验以及活体解剖，回到日本后出任金泽医科大学的教授。战争结束后他免受军事审判并将在731部队中的研究成果交给美军。此后他曾参与创立日本血液银行以及绿十字公司，在针灸学有所建树。1973年，石川太刀雄在住院期间死亡。

## 经历
1908年，石川太刀雄作为石川日出鹤丸之子出生于日本富山县射水郡下村。他有别名“石川太刀雄丸”及“石川大刀雄”，据本人陈述，其本名应为“太刀雄”，“丸”字系户籍登记错误所致。他先后就读于第四高等学校（旧制），1931年毕业于京都帝国大学医学部。
毕业后，他出任该校医学部讲师。1938年获得医学博士学位。在京都帝国大学病理学家清野谦次的建议下，他作为石井四郎的低班同学，与其他七位年轻的副教授或讲师一同以日本帝国陆军技师身份前往满洲国。在平房的关东军防疫给水部本部（731部队）第一部第六课从事病理研究。他承担了731部队的部分研究工作，如人体试验以及活体解剖等。期间，他所在团队发现了流行性出血热。1940年秋，因731部队开发细菌武器，他在吉林省农安县爆发的鼠疫患者中独自一人解剖了57具遗体，并于1944年完成论文《关于炎症（尤其是鼠疫）的研究》（炎症（殊にペスト）に関する研究）。1943年7月返回日本內地时，将57例鼠疫解剖样本带回。 
1943年9月，他转任旧制金泽医科大学（现金泽大学）教授，同时也将从731部队带回的500多个人体实验标本收藏在金泽大学中，但其中只有400个含有充分的可供研究材料。随即赴东京与军方接触，为金泽医大开设军阵学课程担任中介。太平洋战争结束后的1947年，据传他在金泽医科大学私藏的大量病理标本被駐日盟軍總司令部没收。这些标本连同石川太刀撰写的资料说明（石川报告），目前保管在美国犹他州达格韦试验场。战后，石川太刀雄曾被美军约谈有关霍乱、鼻疽、脑膜炎、鼠疫、流行性出血热、天花、破伤风以及斑疹伤寒等相关研究的具体情况，但并未受到军事审判。
1950年11月，石川太刀雄参与创立了日本血液银行（1964年改名为绿十字公司）并成为股东。1951年，石川太刀雄在针灸学领域提出“内脏-体壁反射”学说来解释经穴—脏腑相关原理，同时开发出皮肤电计。1957年，与代田文誌等人共同成立金东会·针灸皮电研究会。1968年，就任金泽大学癌症研究所所长。1973年3月从金泽大学退休。同年10月，石川太刀雄在住院期间吐血身亡，终年65岁。

## 奖项与荣誉
- 1973年：获得北国文化奖[3] 。

## 脚注
1. 1 2  金輝 (1995)，第503頁.
2. 1 2  余曙光 & 郭义 (2014)，第4頁.
3. 1 2 3 4 5 6 7 8  . humpathol.w3.kanazawa-u.ac.jp. 金沢大学医薬保健研究域医学系 人体病理学教室 （第2病理学教室）.   [2022-04-29]. （原始内容存档于2025-08-14） （日语）.
4. ↑  古畑 (2002)，第1頁.
5. ↑  古畑 (2002)，第19頁.
6. 1 2  飯島 (2001)，第17頁.
7. ↑  文武 & 成岗 (2004)，第121頁.
8. ↑  凌凌 (2010)，第137頁.
9. ↑  文武 & 成岗 (2004)，第22、121頁.
10. 1 2  文武 & 成岗 (2004)，第120-121頁.
11. ↑  飯島 (2001)，第9、11頁.
12. ↑  杉山 (2009)，第7、9頁.
13. ↑  古畑 (2002)，第17頁.
14. ↑  田中利幸, 蒂姆·麦科马克 & 格里·辛普森 (2014)，第235頁.
15. ↑  古畑 (2002)，第18-19頁.
16. ↑  古畑 (2002)，第5-6頁.
17. ↑  田中利幸, 蒂姆·麦科马克 & 格里·辛普森 (2014)，第234-235頁.